# Mandy Capristo
Mandy Grace Capristo (ur. 21 marca 1990) – niemiecka piosenkarka, była członkini tria Monrose.
Artystka ma włoskie korzenie, lecz dorastała w Mannheim. W wieku 11 lat wygrała dziecięcy konkurs muzyczny. W zdobyciu tej nagrody pomógł jej utwór zespołu No Angels, który nosił tytuł "Ich wünsche mir einen Bankomat". W 2007 w plebiscycie 100 najseksowniejszych kobiet świata przeprowadzonym przez miesięcznik For Him Magazine artystka zajęła 10 miejsce, a w 2009 zdobyła 1 miejsce. W 2012 roku rozpoczęła solową karierę, pierwszy jej solowy singiel jest zatytułowany "The Way I Like It". 27.04.2012 w Niemczech miała miejsce premiera jej solowego albumu zatytułowanego "Grace".
W 2013 roku zaczęła spotykać się z niemieckim piłkarzem pochodzenia tureckiego grającym w Arsenalu Mesutem Özilem. 
Pod koniec 2014 roku rozstali się ze sobą, lecz w listopadzie 2015 roku (dokładnie podczas ceremonii Bambi 2015 w Berlinie) ogłosili, że znów są parą.

## Dyskografia
Wokalistka wydała cztery albumy z zespołem Monrose.
- Temptation (grudzień 2006)
- Strictly Physical (wrzesień 2007)
- I Am (wrzesień 2008)
- Ladylike (czerwiec, 2010)

## Kariera solowa
ALBUMY
- Grace (27.04.2012)

SINGLE
- The Way I Like It (13.04.2012)
- Closer (31.08.2012)
- The Great Divide (02.11.2012)